# St. Cäcilien

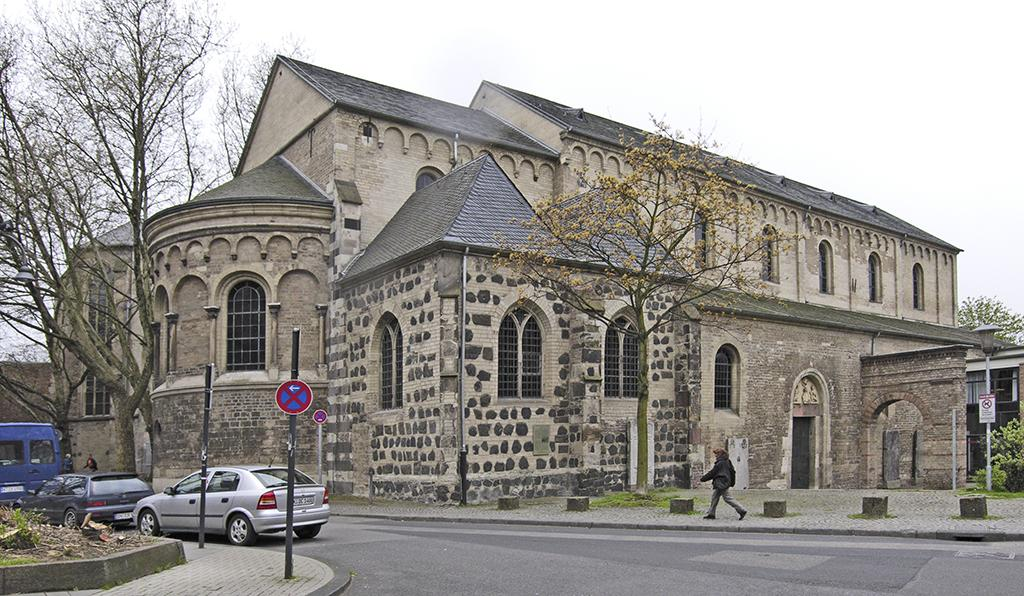
Köln, St. Cäcilien

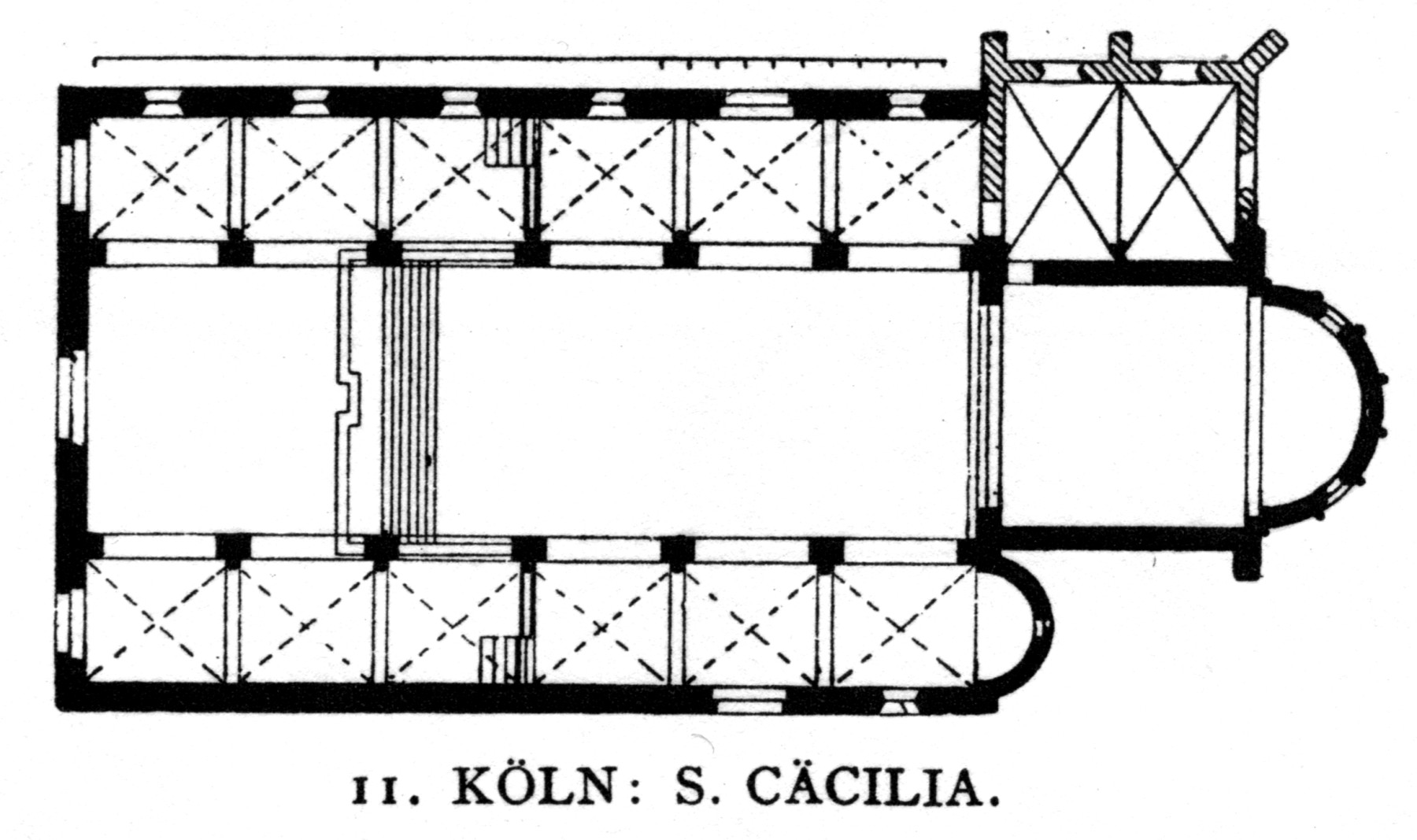
Grundriss von St. Cäcilien

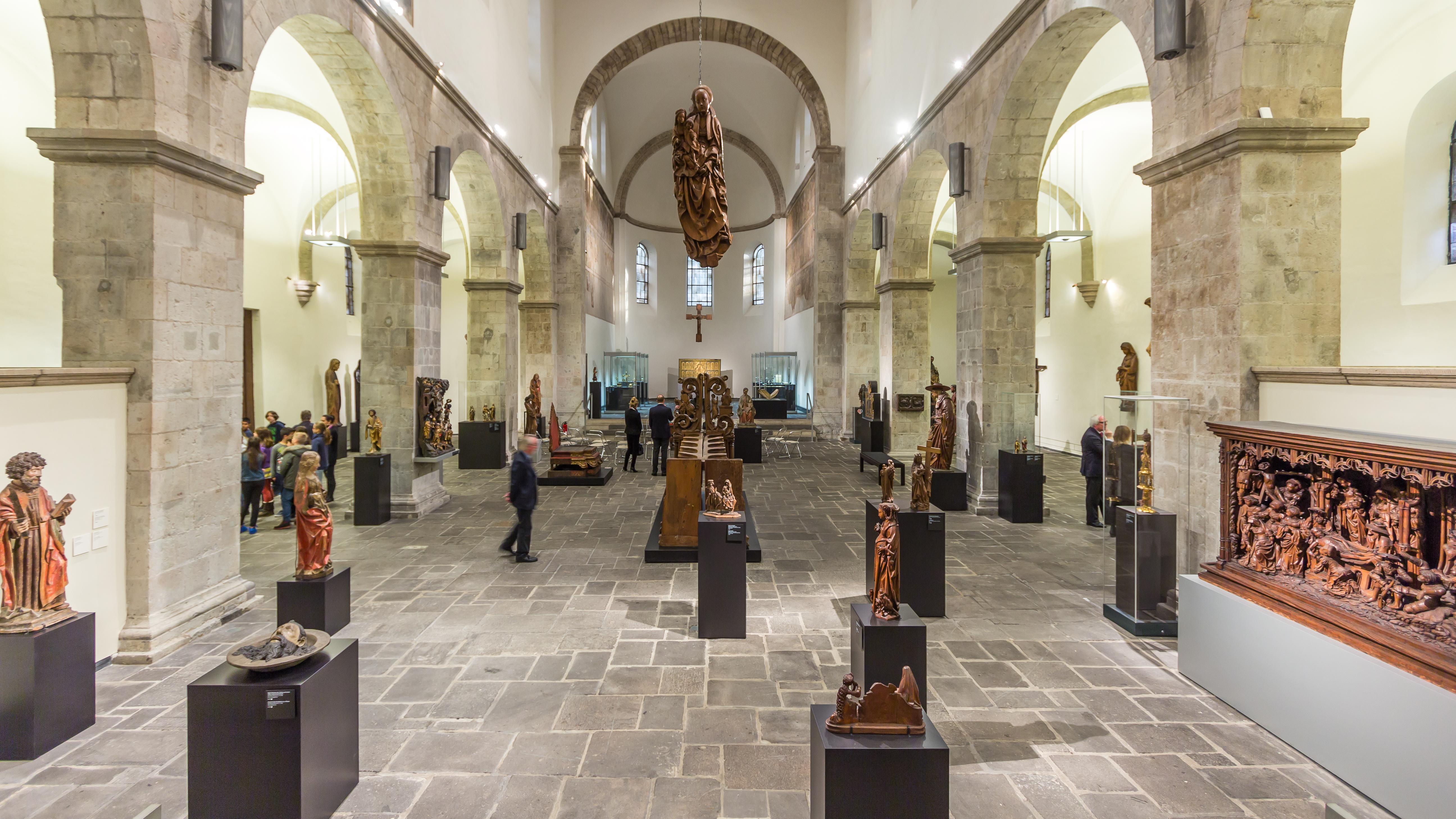
Innenansicht von St. Cäcilien nach Osten

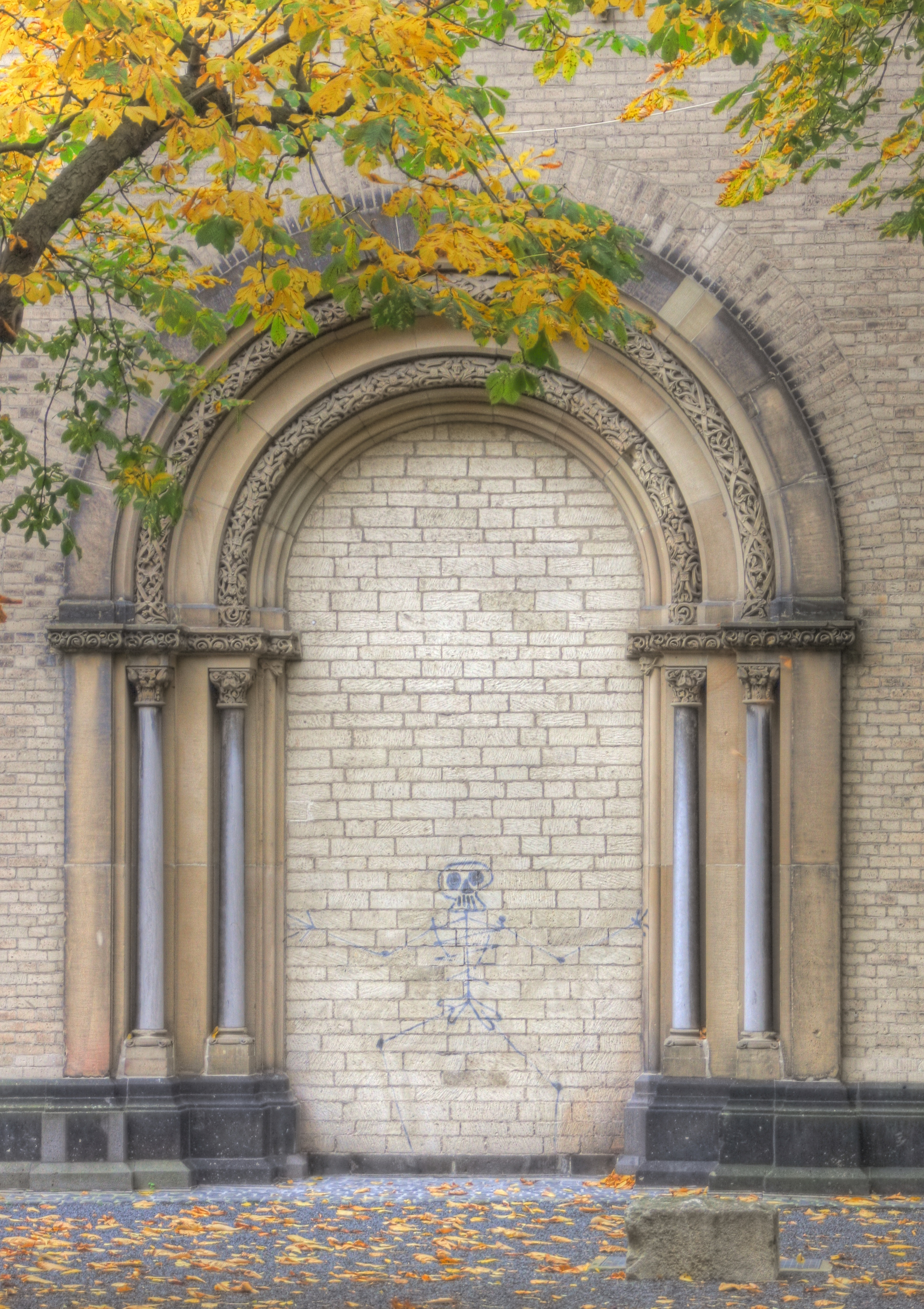
Der Totentanz an der Westfassade, Graffiti von Harald Naegeli. 1989 durch den Künstler zum 150. Geburtstag des Kölnischen Kunstvereins erneuert.

St. Cäcilien ist eine von zwölf großen romanischen Kirchen in der Altstadt Kölns. Sie war die Kirche des Damenstiftes St. Cäcilien, vom 15. Jahrhundert bis zur Säkularisation 1802 des Klosters Maria zum Weiher. St. Cäcilien beherbergt seit dem Jahre 1956 das städtische Museum Schnütgen für mittelalterliche Kunst.

## Baubeschreibung
Bei dem staufischen Bau handelt es sich um eine heute turmlose dreischiffige Pfeilerbasilika. Sie besitzt kein Querschiff. Das südliche Seitenschiff schließt mit einer runden Apsis ab. Das nördliche Seitenschiff mündet dagegen in eine 1479 an Stelle der ursprünglichen Apsis angelegte Sakristei. Im Chor des Mittelschiffs finden sich noch Fresken, die allerdings nur noch schwer erkennbar sind, da sie bei den schweren Schäden im Zweiten Weltkrieg stark in Mitleidenschaft gerieten. Der flachen Holzdecke des Mittelschiffs stehen Kreuzgratgewölbe der Seitenschiffe zur Seite. Das zu Ehren der Hl. Cäcilie geschaffene Tympanon – heute in Kopie über dem Nordportal, als Original im Besitz des Museums – stammt von 1160. Der Fränkische Bogen vom ehemaligen Kreuzgang ist noch ein Relikt des ottonischen Vorgängerbaus.

## Geschichte

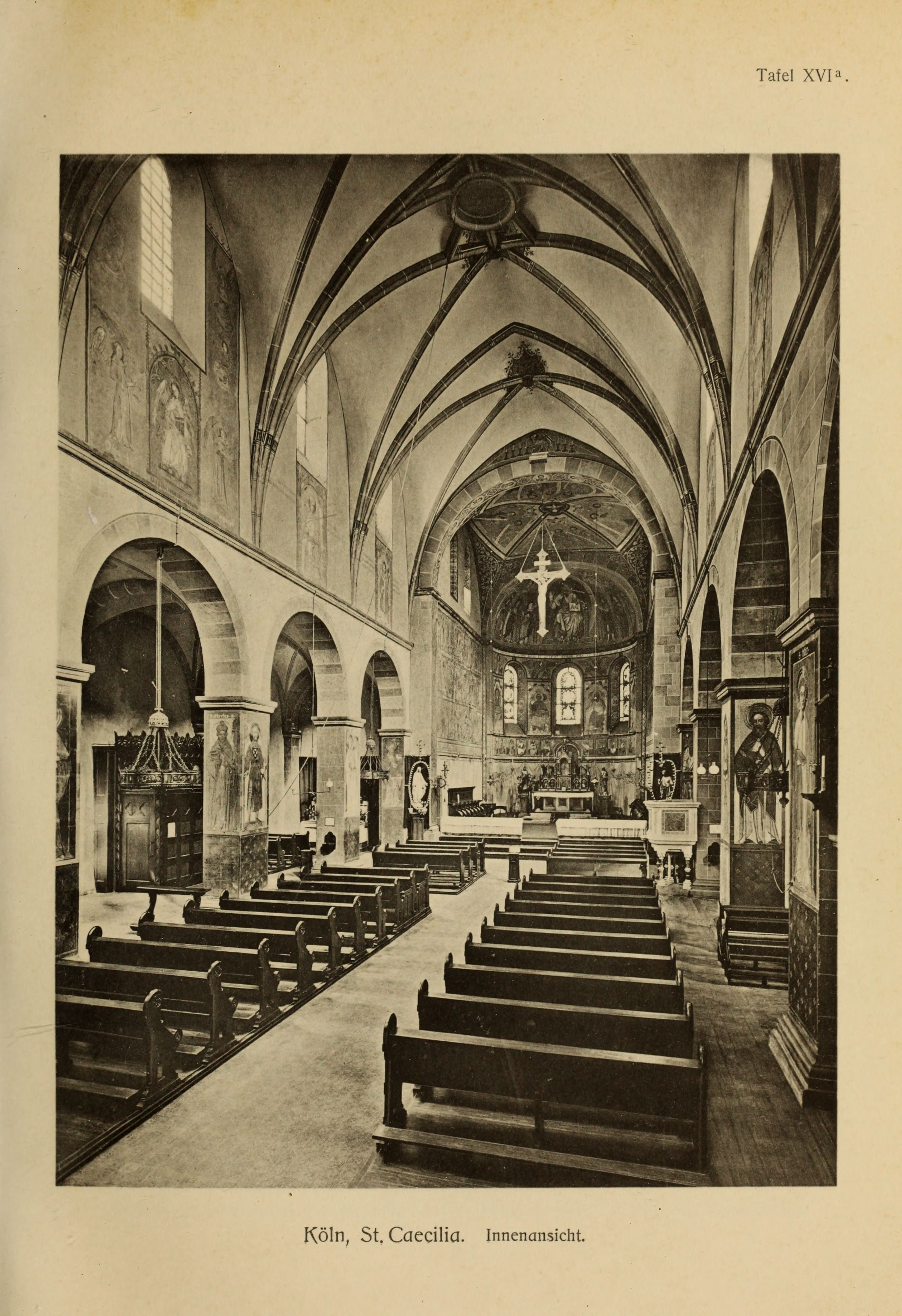
Historisches Foto des Innenraums

Der Ursprung des Kirchenbaus geht auf ein im späten 9. Jahrhundert gegründetes Damenstift zurück, das nach der Heiligen Cäcilia von Rom benannt wurde. Lange wurde vermutet, dass an dieser Stelle der erste Kölner Dom stand. Ausgrabungen haben diese Überlieferung allerdings ausschließen können. Es wurden vielmehr Grundmauern einer rechteckigen Kirche gefunden, die wahrscheinlich zum Damenstift gehörte. Nach den Urkunden zur schwierigen wirtschaftlichen Lage des Stifts im 10. Jahrhundert vermachte Erzbischof Brun diesem im Jahre 965 testamentarisch 50 Pfund Silber für die Vollendung des Kirchenbaus. Um diese Zeit wurde anscheinend auch zur Aufbewahrung von Reliquien die im Westen der Kirche 1970 wieder errichtete Krypta erstmals angelegt. In St. Cäcilien pflegte der Kölner Erzbischof nach St. Maria im Kapitol die zweite Weihnachtsmesse zu feiern, was die besondere Bedeutung des Stiftes betonte, die sich im weiteren Verlauf des Mittelalters verlor. Der ottonische Kirchenbau musste allerdings im 12. Jahrhundert einem staufischen Neubau weichen. Der Bau unterscheidet sich in seiner bescheidenen Gestaltung deutlich von den anderen großen romanischen Kirchen Kölns.
1474 wurde das Gebäude den Augustinerinnen des niedergelegten Klosters Maria zum Weiher zur Verfügung gestellt. Sie veranlassten die Anlage der Sakristei und ersetzten die romanische Holzdecke des Mittelschiffs durch ein Gewölbe, das nach der Kriegszerstörung nicht erneuert wurde. Das ursprünglich zum Damenstift gehörige Gemälde „Madonna mit dem Veilchen“ aus der Werkstatt von Stefan Lochner gehört heute zum Bestand des Erzbischöflichen Diözesanmuseums. Auf alten Darstellungen ist zu sehen, das die Pfeiler der Kirche mit großen Fresken mit Heilige geschmückt waren. In der Stiftskirche benachbarte Klostergebäude wurde nach der Konventsauflösung im 19. Jahrhundert niedergelegt. An seine Stelle trat das erste Kölner Krankenhaus, dem St. Cäcilien lange als Kirche diente. Der ehemalige Haupteingang wurde mit der Westfassade nach dem Klosterabriss im neoromanischen Stil neu gebaut, die reliefierten Archivolten und das Tympanon schuf 1849 der Kölner Dombildhauer Christian Mohr. Heute ist der Eingang vermauert, das Tympanon ist verschollen. 1980 sprühte der Sprayer von Zürich, Harald Naegeli, dort seinen Totentanz. Dieses Werk steht heute unter Denkmalschutz. 1989 erneuerte der Künstler sein zwischenzeitlich beschädigtes Werk, diesmal offiziell mit Genehmigung. Im September 2024 wurde es von Mitarbeitern der Abfallwirtschaftsbetriebe (AWB) Köln, die eigentlich nur illegale Graffiti beseitigen sollten, mit Ausnahme von Kopf und Händen entfernt. Das beschädigte Werk soll mit Einverständnis Naegelis restauriert werden, er persönlich ist dazu aus gesundheitlichen Gründen nicht mehr in der Lage.
Zu Weihnachten und am Jahrestag der Heiligen Cäcilie wird in der Kirche eine Messe gefeiert.

### Äbtissinnen des Damenstifts
| Name                                                                | Amtszeit  | Anmerkungen                                                                                 |
| ------------------------------------------------------------------- | --------- | ------------------------------------------------------------------------------------------- |
| Bereswinta                                                          | 962–982   | angeblich Tochter König Heinrichs I. und Schwester des Kölner Erzbischofs Bruno I.          |
| Irmgardis von Virneburg                                             | 982–?     |                                                                                             |
| Ida                                                                 | 1047–1074 | Verwandte des Kölner Erzbischofs Anno II.                                                   |
| Hathewig                                                            | 1094      |                                                                                             |
| Kunigunde                                                           | 1185      |                                                                                             |
| Gertrudis                                                           | 1226      |                                                                                             |
| Anthiphona                                                          | 1239      |                                                                                             |
| Geva von Neukirchen                                                 | 1260–1272 | Schwester der Gertrud von Neukirchen, Äbtissin Stift Gerresheim                             |
| Beatrix                                                             | 1276–1291 |                                                                                             |
| Mechildis von Lynepe                                                | 1307      |                                                                                             |
| Margarata von Virneburg                                             | 1316–1345 |                                                                                             |
| Katarina von Wevelinghoven                                          | 1362–1379 | 1382†                                                                                       |
| Hildegardis vom Stein                                               | 1382–1408 |                                                                                             |
| Elisabeth von Oitgenbach                                            | 1411–1439 |                                                                                             |
| Elisabeth von Reichenstein                                          | 1443–1475 | Sie war die letzte Äbtissin aus dem Benediktinerorden und starb 1478 in der Exkommunikation |
| Elisabeth von der Reven                                             | 1475–1515 | Wurde als erste Äbtissin aus dem Prämonstratenserorden gewählt                              |
| Elisabeth von Manderscheid                                          | 1515–1538 |                                                                                             |
| Clara von Reichenstein                                              | 1559–1581 |                                                                                             |
| Susanna von Brederode                                               | 1581–1620 |                                                                                             |
| Anna Maria von Sinzenich gt. von Garzen                             | 1620–1659 | Sie schenkte vier Reliquien an das Olivenkloster in Köln                                    |
| Amalia Regina Elisabeth von Cratz                                   | 1659–1676 |                                                                                             |
| Maria Elisabeth Mechtildis von Weichs zu Weichs                     | 1691–1712 |                                                                                             |
| Maria Sophia Bawyr von Frankenberg                                  | 1712–1737 |                                                                                             |
| Anna Franziska Eugenia Edmunda Waldbott von Bassenheim              | 1737–1767 |                                                                                             |
| Maria Theresa von Dücker zu Oberrödinghausen und Niederrödinghausen | 1765–1790 |                                                                                             |
| Maria Aloysia von Kläwer                                            | 1790–1803 |                                                                                             |

## Ausstattung

### Glocken
Die Kirche verfügte über einen Bestand von fünf Glocken. Die drei großen Glocken bildeten das Sonn- und Feiertagsgeläut und hingen im großen Dachturm. Die große Glocke, 1440 von den Gebr. Dinckelmayer in Köln gegossen als bereits vierte Glocke an dieser Stelle, wurde 1843 von Christian Claren aus Sieglar neugegossen. Die 1,17 Meter große Glocke war der Kirchenpatronin Cäcilia geweiht und musste im Ersten Weltkrieg abgeliefert werden. Die mittlere Glocke im Ton as′ von 99 Zentimetern Durchmesser wurde um 1560/70 von Derich und Heinrich von Cöllen zu Ehren der Gottesmutter gegossen. Sie diente insbesondere als Totenglocke. Diese Glocke wurde im Zweiten Weltkrieg abgegeben und hängt heute als Leihglocke im Glockenstuhl von St. Peter. Die dritte Glocke, 87 Zentimeter Durchmesser, Ton b′, stammt aus dem Anfang des 14. Jahrhunderts. Um ihre Schulter verläuft die Inschrift in gotischer Majuskel: O REX GLORIE VENI CVM ECA [= PACE]. Nach dem Zweiten Weltkrieg kehrte die Glocke zunächst nach St. Maria in Lyskirchen, von wo aus sie 2005 ebenfalls auf den Turm von St. Peter gehängt wurde. Im Dachreiter über dem Westende des Mittelschiffdaches hing die kleine Gabrielsglocke von 66 Zentimetern Durchmesser, 1493 von Jan Schursgyn in Köln gegossen. Sie trug Reliefs der Heiligen Georg, Maria und Matthäus und war vermutlich für das Läuten zum täglichen Chorgebet bestimmt. Sie ging als einzig verbliebene Glocke mit der Zerstörung der Kirche 1945 zugrunde. Eine fünfte Glocke stammt aus romanischer Zeit: Die „sent Cunibertz clocke“ (St. Kunibertsglocke), vermutlich von Bischof Kunibert geweiht, ist kuhschellenartig aus genietetem Eisenblech geformt, 40 Zentimeter hoch und vollkommen zierlos. Sie wurde als Wetterglocke bei Unwettern, am Kunibertstag (12. November) sowie je dreimal beim Tod der Äbtissin oder Kanonissin geläutet. Da die Glocke von einer im Peterspfuhl wühlenden Sau wieder ausgegraben worden sein soll, wird sie im Volksmund „Saufang“ genannt. Zusammen mit Joch und Läutevorrichtung ist die Glocke an einem Pfeiler in der Kirche (Museum Schnütgen) aufgehängt worden. Turm und Dachreiter wurden nicht mehr aufgebaut.